# Techny
Techny, ursprünglich eine selbständige Gemeinde, ist seit 1989 ein Stadtteil von Northbrook (County Cook) im Bundesstaat Illinois in den USA. 
Techny ist bekannt als die US-amerikanische Zentrale der Ordensgemeinschaft der Steyler Missionare (SVD, Divine Word Missionaries). Das 1909 eröffnete St. Mary's Mission Seminar in Techny war das erste Seminar in den USA, das hauptsächlich dazu bestimmt war, Priester für die Auslandsmission vorzubereiten.